# Copris agnus
Copris agnus är en skalbaggsart som beskrevs av Sharp 1875. Copris agnus ingår i släktet Copris och familjen bladhorningar. Inga underarter finns listade i Catalogue of Life.